# Dilocarcinus septemdentatus
Dilocarcinus septemdentatus é uma espécie de caranguejo de água doce da família Trichodactylidae, descrita originalmente por Johann Friedrich Wilhelm Herbst em 1783. É comumente encontrado em rios e lagos da região amazônica e em afluentes de bacias adjacentes, com ocorrências em estados brasileiros como Pará, Amazonas e Maranhão, além de registros no Peru, Suriname e Paraguai.

## Descrição morfológica
Espécie de porte médio a grande para caranguejos de água doce, com carapaça ampla e arredondada, atingindo largura de até 6,5 centímetros em indivíduos adultos. A carapaça apresenta sete dentes frontais (daí o epíteto septemdentatus), numerados lateralmente a partir do ângulo orbitário, característica que distingue a espécie de congêneres. As garras (quelas) são robustas, com superfície dorsal granulosa e margem interna dos dedos com tubérculos afilados O abdômen, típico dos braquiuros, é estreito e dobrado sob a carapaça, com pleópodes adaptados para respiração em água doce.

## Distribuição e habitat
Ocorre amplamente em bacias de rios sul-americanas, incluindo as bacias dos rios Amazonas, Tocantins, e sistemas interligados no norte do Brasil, estendendo-se ao Peru e Suriname. No estado do Maranhão, foi registrado em igarapés e lagos da calha do rio Mearim e afluentes do rio Grajaú. Habita margens de rios de correnteza moderada a lenta, lagoas litorâneas e áreas alagáveis sazonalmente, em substratos de lama ou areia fina, em regiões de floresta ripária densa e secundária.

## Biologia e ecologia
Alimentação: Onívoro-necrófago, alimenta-se de matéria vegetal em decomposição, pequenos invertebrados bentônicos e detritos orgânicos, reciclando nutrientes no ecossistema aquático. Observações em laboratório indicam que juvenis e adultos procuram alimento ativamente em troncos submersos e pedras.
Ciclo de vida e reprodução: Espécie com ciclo de vida semiestacionário em água doce, sem estágio larval marinho. Os machos constroem galerias em topos de raízes e bancos de lama para deposição de ovos. A fêmea carrega os ovos sob o abdômen, liberando juvenis já com quelas funcionais após aproximadamente 30 dias de incubação. O crescimento juvenil apresenta metámeros marcado por nove mudas, alcançando o tamanho adulto em cerca de 12 meses, variável conforme disponibilidade de alimento e temperatura da água.
Comportamento: Ativo tanto de dia quanto à noite, porém com picos de atividade ao entardecer e amanhecer. Juvenis tendem a permanecer sob folhas e troncos submersos para evitar predação, enquanto adultos defendem territórios próximos a tocas.

## Estado de conservação
Avaliada como Pouco Preocupante pela IUCN em 2022, uma vez que apresenta ampla distribuição e populações consideradas estáveis, sem evidências de declínio populacional rápido. Apesar disso, sofre pressão local de coleta artesanal e degradação de margens ripárias por agricultura e pecuária. Não consta em listas nacionais de espécies ameaçadas no Brasil, mas recomenda-se monitoramento contínuo em áreas de ocupação humana crescente.

## Taxonomia e etimologia
Descrição original como Cancer septemdentatus por Herbst em 1783, posteriormente alocado ao gênero Dilocarcinus (Rambur, 1842). O nome genérico Dilocarcinus deriva do grego di (dois) e latim carcinus (caranguejo), referindo-se às proporções bilaterais do cefalotórax; o epíteto septemdentatus vem do latim septem (sete) e dentatus (dente), em referência aos sete dentes frontais da carapaça.